# پل سیریل
پل سیریل (انگلیسی: Cyril Bridge; ۲۸ اوت ۱۹۰۹ – ۲۷ ژانویهٔ ۱۹۸۸) بازیکن فوتبال اهل بریتانیا بود.
از باشگاه‌هایی که در آن بازی کرده‌است می‌توان به باشگاه فوتبال بریستول سیتی اشاره کرد.